# Garbsen
Garbsen (Ausspracheⓘ) ist eine Stadt in Niedersachsen und befindet sich in direkter Nachbarschaft zur Landeshauptstadt Hannover. Garbsen ist eine Mittelstadt und hat den Status einer selbständigen Gemeinde gemäß Niedersächsischem Kommunalverfassungsgesetz. Die Stadt gehört zum Kommunalverband Region Hannover.
Im Zuge der Industrialisierung und insbesondere nach dem Zweiten Weltkrieg nahm die Bevölkerung Garbsens und ihrer Vorgängerkommunen stark zu. Mit dem Stadtteil Auf der Horst entstand ab 1963 ein als Wohn- und Arbeiterviertel konzipiertes Quartier für bis zu 10.000 Bewohner. Ursprünglich durch die Landeshauptstadt Hannover geplant, wurde das Quartier ein bedeutender Faktor für die städtische Entwicklung Garbsens.
Garbsen war in den ersten Jahrzehnten der Nachkriegszeit vor allem eine Schlafstadt für Arbeiter in den Industriebetrieben Hannovers, wie Volkswagen Nutzfahrzeuge, Continental und Varta, heute Johnson Controls. Seitdem hat Garbsen einen deutlichen Wandel der Wirtschaftsstruktur erfahren. Es haben sich vorwiegend mittelständische Unternehmen aus unterschiedlichen Branchen angesiedelt und die Zahl der Arbeitsplätze hat sich mehr als verdoppelt.

## Geografie

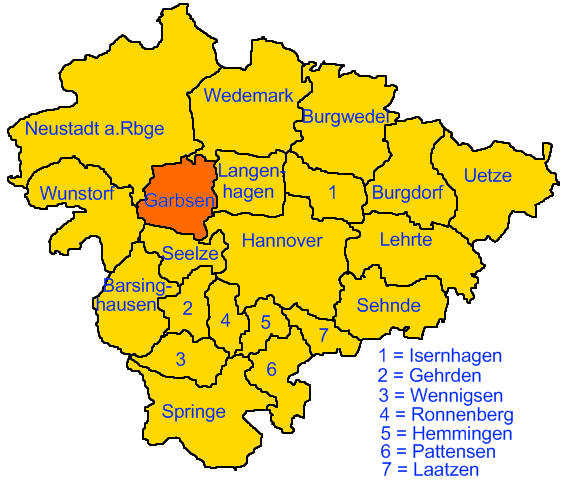
Die Lage von Garbsen in der Region Hannover

### Lage
Garbsen gehört zum Naturraum Weser-Aller-Flachland und liegt zwischen der Niederung der Leine und dem Otternhagener Moor. Die Höhenunterschiede betragen wenige Meter.

### Stadtgliederung
Die Stadt Garbsen ist eine Einheitsgemeinde und gliedert sich in die Stadtteile
1. Altgarbsen
2. Auf der Horst
3. Berenbostel
4. Frielingen
5. Garbsen-Mitte
6. Havelse
7. Heitlingen
8. Horst
9. Meyenfeld
10. Osterwald Oberende
11. Osterwald Unterende
12. Schloß Ricklingen
13. Stelingen

### Ausdehnung des Stadtgebiets

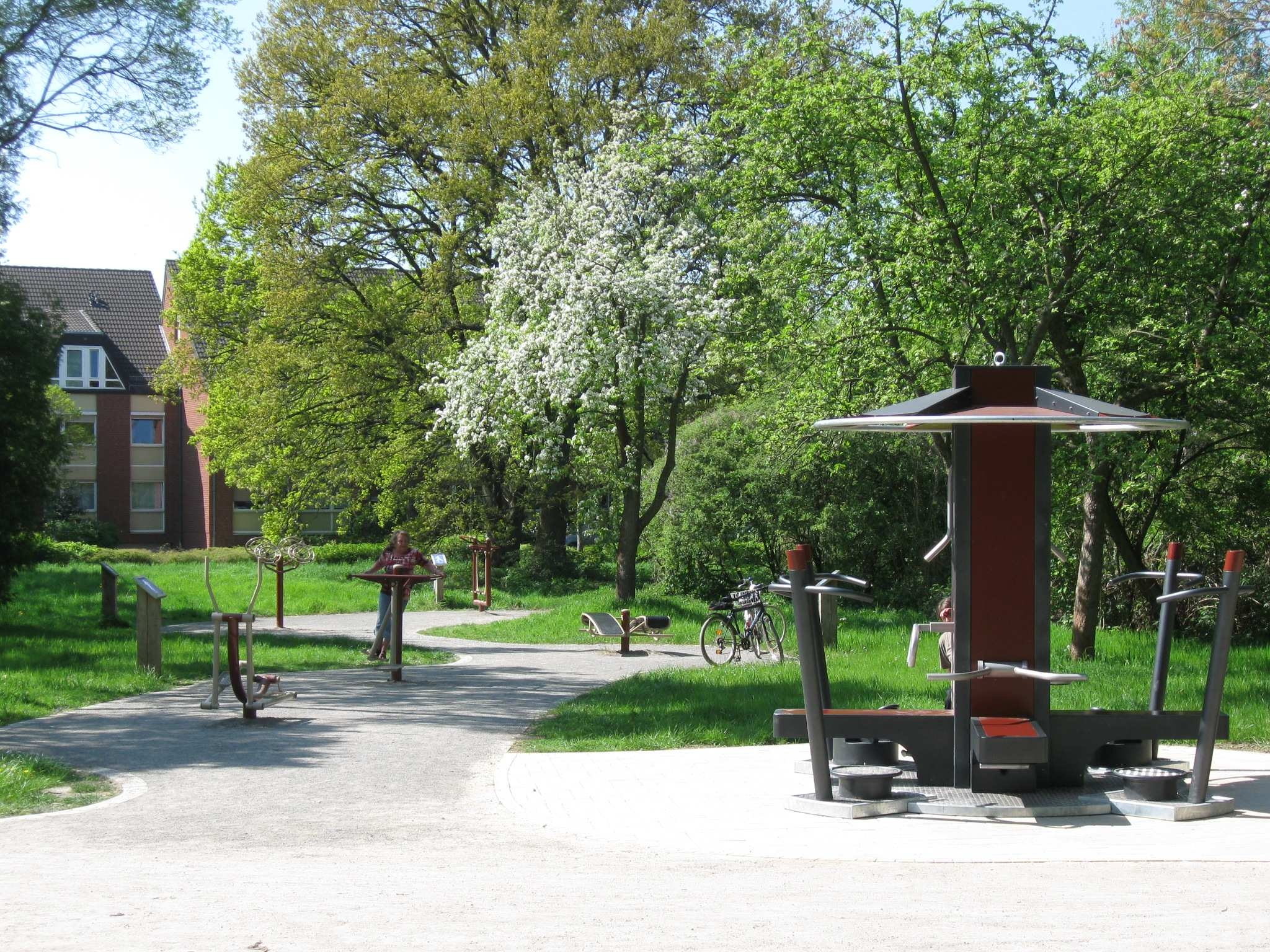
Stadtpark

Das Stadtgebiet hat eine Ausdehnung von 79,32 km².

### Nachbargemeinden
| Neustadt am Rübenberge |                                             | Wedemark    |
|                        | Kompassrose, die auf Nachbargemeinden zeigt | Langenhagen |
| Wunstorf               | Seelze                                      | Hannover    |

### Geologie
Die Böden in Garbsen sind überwiegend sandig beziehungsweise moorig (Moorgeest), ausgenommen sind die lehmig tonigen Böden im Bereich der Leine-Aue. Die sandigen bis kiesigen Ablagerungen sind fluviatile Bildungen der letzten Kaltzeit, der Weichsel-Kaltzeit, zum Beispiel im Bereich Altgarbsen und Havelse, sowie anderorts, wie Frielingen und Meyenfeld, Schmelzwasserablagerungen zum Teil mit überlagernder Grundmoräne der Saale-Kaltzeit (Drenthe-Stadium). Weiterhin finden sich fein- bis mittelsandige Dünen im Bereich der Garbsener Schweiz und von Schloss Ricklingen. Auch im benachbarten Hinüberschen Garten (Hexenturm) und am Glockenberg im Klosterforst von Marienwerder sind diese Dünen zu finden.
Der Sand wurde in (Alt-)Garbsen in der Zeit beginnend vor dem Ersten Weltkrieg bis 1970 an mehreren Stellen abgebaut und in den Garbsener Hartsteinwerken (Kiebitzmoor, „Garbsen“, „Niedersachsen“, „Hansa“ und „Hannover“) zu Kalksandsteinen gebrannt. So verschwanden Garbsens Anhöhen, und heute erinnern nur noch Straßennamen daran (darunter Osterberg, Mühlenberg, Streitberg, Pottberg). Sand und Kies für Bauzwecke wurden in der Grube des heutigen Blauen Sees gewonnen.
Oberflächennahe Tone und Tonsteine der Unterkreide finden sich im Bereich des Stadtteils Berenbostel. Die zum Teil mergeligen Tonsteine marinen Ursprungs gehören im Bereich Berenbostel zur Formation des Barremiums und des Aptiums, weiter nördlich nach Stelingen, Osterwald und Heitlingen zu, gehören die Tonsteine zur Formation des Hauteriviums. Die Tone wurden seit der Mitte des 19. Jahrhunderts ebenfalls abgebaut und zur Ziegelherstellung genutzt (Hannoversche Ziegelei am Kastendamm: heute Schwarzer See und Berenbosteler See, Flemmingsche Ziegelei auf der Flur „Im Kolke“: heute verfüllt (Altlast) und überbaut als Gewerbegebiet Garbsen-Ost).
Auf dem Garbsener Stadtgebiet befanden sich mehrere Ziegelei-Betriebe. Dies waren von 1870 bis 1914 die Ziegelei Rosemeier in Havelse, die Ziegelei Plass in Garbsen, die Ziegelei Stille in Garbsen, von 1895 bis 1919 die Ziegelei Schünhoff in Kastendamm, von 1891 bis 1914 die Ziegelei Windmeier in Kastendamm, von 1885 bis 1966 die Hannoversche Ziegelei in Kastendamm, die Flemmingsche Ziegelei in Berenbostel, von 1908 bis 1914 das Hartsteinwerk Kiebitzmoor, von 1929 bis 1945 das Hartsteinwerk Hansa, ab 1930 das Hartsteinwerk Windmeier, von 1933 bis 1981 das Hartsteinwerk Niedersachsen und von 1932 bis 1992 das Hartsteinwerk Hannover.

## Geschichte

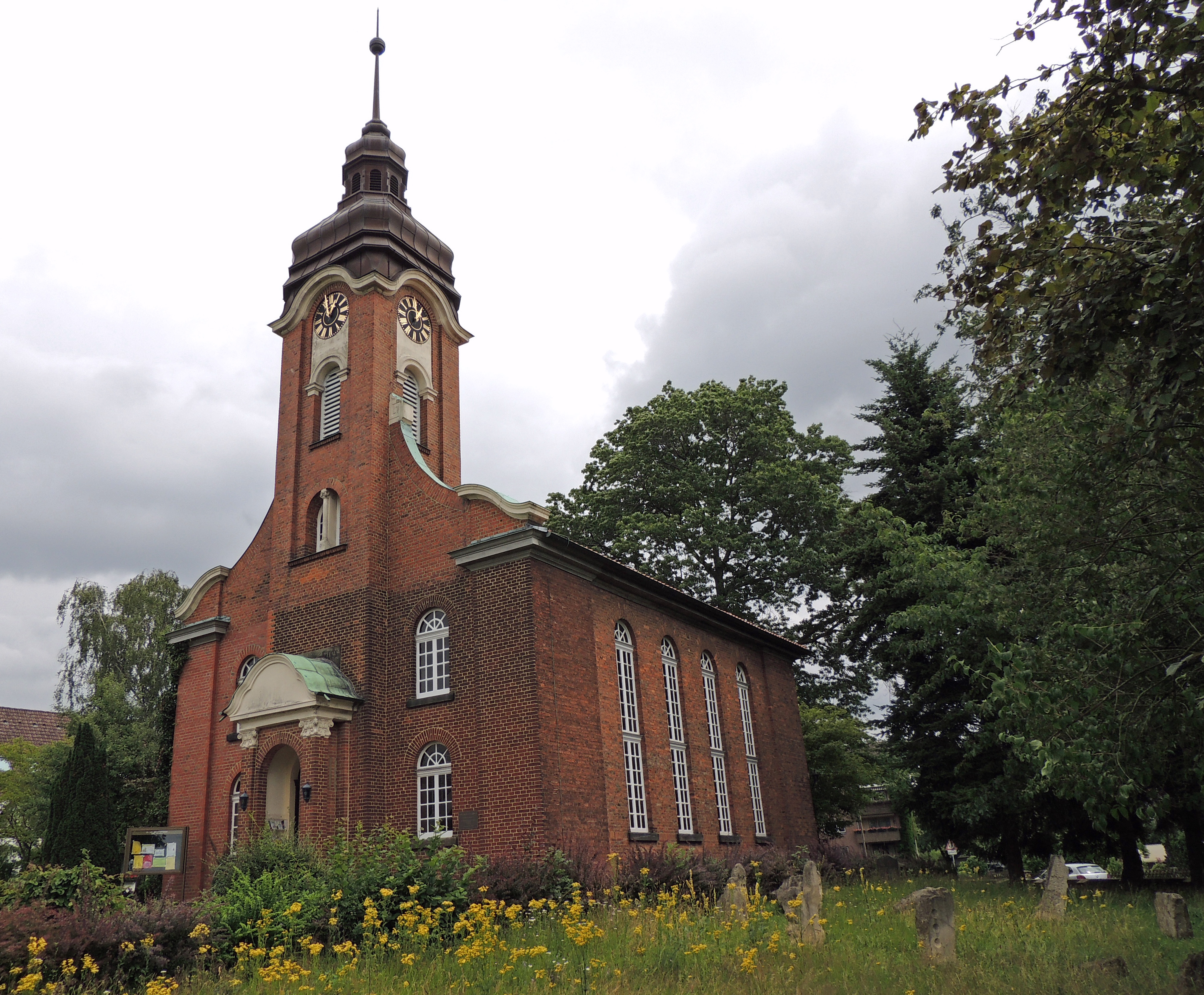
Kirche Altgarbsen

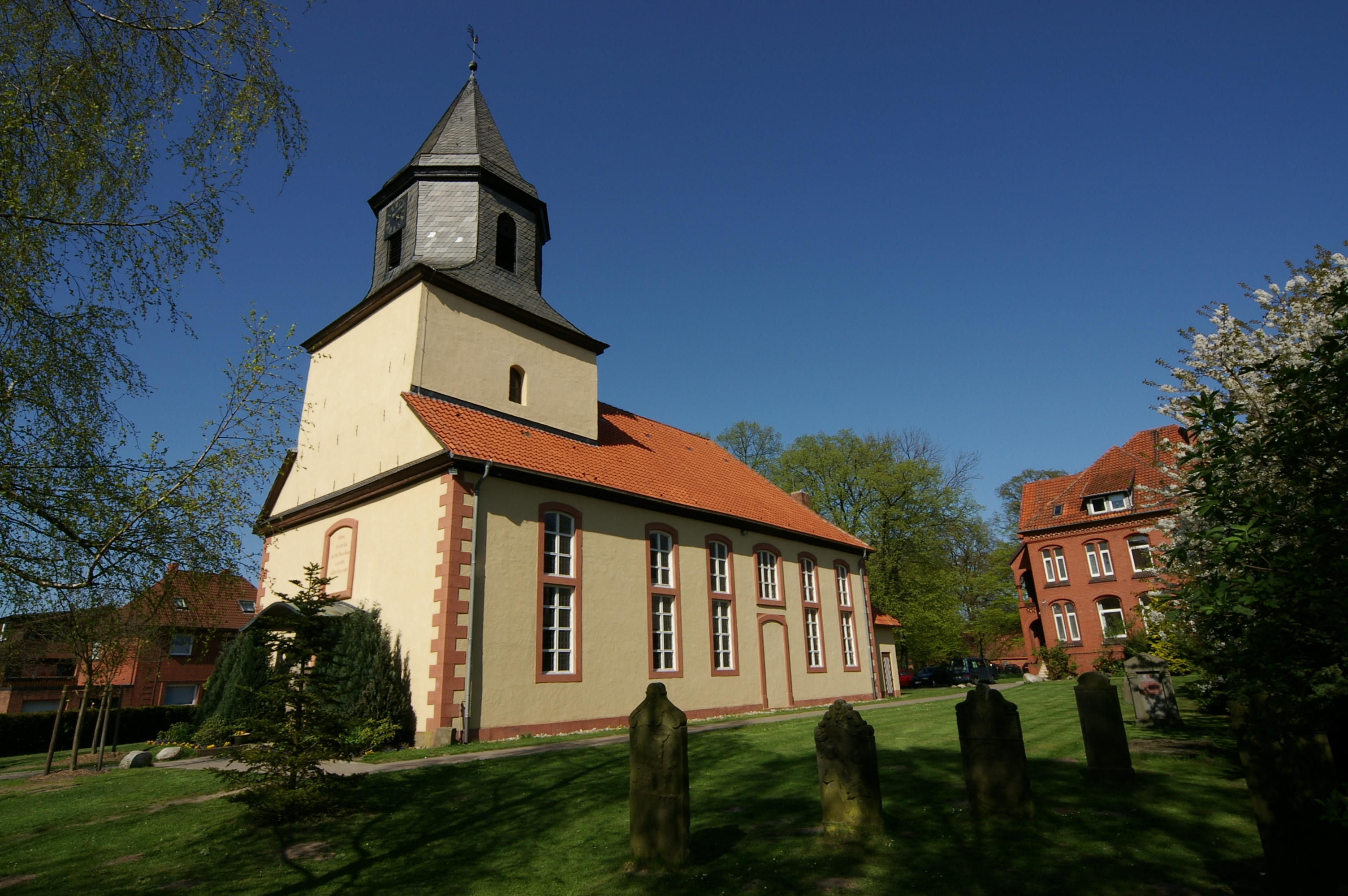
Barockkirche in Osterwald

Frühe urkundliche Erwähnungen mit Bezug zum Gebiet des heutigen Garbsen sind verbunden mit dem räumlich benachbarten, 1196 gegründeten Kloster Marienwerder sowie der Grafschaft Lauenrode (13. Jahrhundert) mit dem Bereich Schloß Ricklingen. Der Ortsname „Garbsen“, bei dem es sich entweder um eine Ableitung von einem germanischen Personennamen der ersten Ansiedler handelt oder nach anderer Auffassung um eine Verkürzung von „Gerberhausen“ (Gerber hier Berufsbezeichnung) handelt, lässt sich in einer Urkunde erstmals 1223 nachweisen.
Im Gebiet der heutigen Stadt Garbsen, das durch Höhenrücken, Gewässer und Moore geprägt ist, fand die Siedlungsentwicklung im Wesentlichen auf den ehemals bewaldeten, eiszeitlich entstandenen Höhenrücken statt. Die einzelnen Ortschaften entwickelten sich unabhängig voneinander. Vorhandene Rohstoffe für Ziegeleien bestimmten die wirtschaftliche Entwicklung.
Schon 1925 war fast die Hälfte der Bevölkerung dem nicht landwirtschaftlichen Erwerb zuzurechnen.
Durch die Zweigniederlassung der „Continental“-Gummiwerke (1938) und durch die Akkumulatorenfabrik „VARTA“ (1938/39) in dem Garbsen nahegelegenen hannoverschen Stadtteil Stöcken sowie durch die Existenz des chemischen Werks „Riedel-de Haën“ (heute „Honeywell“) in Seelze änderte sich das Erscheinungsbild von Garbsen. Der ländliche Charakter ging im Zuge der wirtschaftlichen Entwicklung verloren.
Die Gemeinden Garbsen und Havelse, einschließlich des damals neu errichteten Stadtteils Auf der Horst, schlossen sich am 1. Januar 1967 zur neuen Gemeinde Garbsen zusammen, die am 17. Juli 1968 Stadtrechte erhielt. Die Ortschaften gehörten zum Landkreis Neustadt am Rübenberge, der später im Landkreis Hannover aufging. Im Rahmen der kommunalen Neugliederung (Gebietsreform) am 1. März 1974 kamen die Gemeinden Schloß Ricklingen, Horst, Meyenfeld, Frielingen, Osterwald Oberende und Unterende, Stelingen, Berenbostel und Heitlingen dazu. Zu Beginn der 1980er Jahre entstand der neue Stadtteil Garbsen-Mitte, der bis heute durch starken baulichen Zuwachs gekennzeichnet ist. In Garbsen-Mitte befinden sich seit 1998 das Rathaus, zwei Einkaufszentren, ein Kino, Restaurants und Cafés.
Heute (Stand 31. März 2020) zählt Garbsen als sogenanntes Mittelzentrum mit Wohn- und Arbeitsstätten rund 63.000 Einwohner. Der Bereich des ehemaligen Garbsen ist heute der Stadtteil Altgarbsen.

### Zusammenschlüsse
- 1. Januar 1967: Gemeinde Havelse
- 1. März 1974: Gemeinden Berenbostel; Frielingen; Heitlingen; Horst; Meyenfeld; Osterwald (Ober- und Unterende); Schloß Ricklingen und Stelingen[3]

## Bevölkerung

### Einwohnerentwicklung
Im Mittelalter und der frühen Neuzeit war Garbsen nur ein kleines Dorf mit wenigen dutzend Einwohnern. Die Bevölkerungszahl wuchs nur langsam und ging durch die zahlreichen Kriege, Seuchen und Hungersnöte immer wieder zurück. Durch die Industrialisierung im 20. Jahrhundert beschleunigte sich das Bevölkerungswachstum. Lebten 1910 erst 757 Menschen in der Gemeinde, so waren es 1966 bereits 11.467. Durch die Eingemeindung von Havelse (11.732 Einwohner 1966) stieg die Bevölkerungszahl am 1. Januar 1967 auf 23.199.
Der Zusammenschluss mit zahlreichen Umlandgemeinden am 1. März 1974 brachte einen Zuwachs von 29.043 Personen auf über 56.000 Einwohner. Am 30. September 2005 betrug die „Amtliche Einwohnerzahl“ für Garbsen nach Fortschreibung des Niedersächsischen Landesamtes für Statistik 63.097 (nur Hauptwohnsitze und nach Abgleich mit den anderen Landesämtern).
Die folgende Übersicht zeigt die Einwohnerzahlen nach dem jeweiligen Gebietsstand. Bei 1730 handelt es sich um eine Schätzung, danach um Volkszählungsergebnisse (¹) oder amtliche Fortschreibungen des Statistischen Landesamtes. Die Angaben beziehen sich ab 1871 auf die „Ortsanwesende Bevölkerung“, ab 1925 auf die Wohnbevölkerung und seit 1987 auf die „Bevölkerung am Ort der Hauptwohnung“. Vor 1871 wurde die Einwohnerzahl nach uneinheitlichen Erhebungsverfahren ermittelt.
| Jahr/Datum          | Einwohner | Quelle |
| ------------------- | --------- | ------ |
| 1730                | 1500      |        |
| 1885                | 4520      | [ 4 ]  |
| 1910 (1. Dezember)  | 757 ¹     | [ 5 ]  |
| 1925                | 10800     | [ 4 ]  |
| 1933                | 10800     | [ 4 ]  |
| 1939                | 14590     | [ 4 ]  |
| 1950                | 25750     | [ 6 ]  |
| 1966 (31. Dezember) | 11.4670   | [ 7 ]  |
| 1967 (31. Dezember) | 24.8000   | [ 7 ]  |
| 1968 (31. Dezember) | 26.1880   | [ 7 ]  |
| 1970 (27. Mai)      | 26.254 ¹  |        |
| 1973 (1. Januar)    | 27.2940   | [ 8 ]  |
| 1975 (31. Dezember) | 56.3370   | [ 7 ]  |
| 1980 (31. Dezember) | 57.522    | [ 7 ]  |

| Jahr/Datum          | Einwohner | Quelle |
| ------------------- | --------- | ------ |
| 1985 (31. Dezember) | 57.249    | [ 7 ]  |
| 1987 (31. Dezember) | 58.394    | [ 7 ]  |
| 1990 (31. Dezember) | 60.776    | [ 7 ]  |
| 1995 (31. Dezember) | 62.681    | [ 7 ]  |
| 2000 (31. Dezember) | 63.269    | [ 7 ]  |
| 2005 (31. Dezember) | 63.123    | [ 7 ]  |
| 2010 (31. Dezember) | 61.790    | [ 7 ]  |
| 2011 (31. Dezember) | 61.652    | [ 7 ]  |
| 2015 (31. Dezember) | 60.590    | [ 7 ]  |
| 2016 (31. Dezember) | 60.853    | [ 7 ]  |
| 2017 (31. Dezember) | 60.875    | [ 7 ]  |
| 2018 (31. Dezember) | 60.754    | [ 7 ]  |
| 2019 (31. Dezember) | 61.032    | [ 7 ]  |
| 2024 (31. Dezember) | 59.903    | [ 7 ]  |

¹ Volkszählungsergebnis

### Konfessionsstatistik
Am 31. Dezember 2019 waren 30 % der Einwohner evangelisch-lutherisch und 14 % römisch-katholisch. 56 % gehörten anderen Konfessionen oder Glaubensgemeinschaften an oder waren konfessionslos. Die Zahl der Protestanten und Katholiken ist seitdem gesunken und die Personen, die keiner öffentlich-rechtlichen Religionsgemeinschaft angehören, machen mit 59 % (Stand 31. Dezember 2022) eine absolute Mehrheit der Bevölkerung aus.

## Politik

### Rat

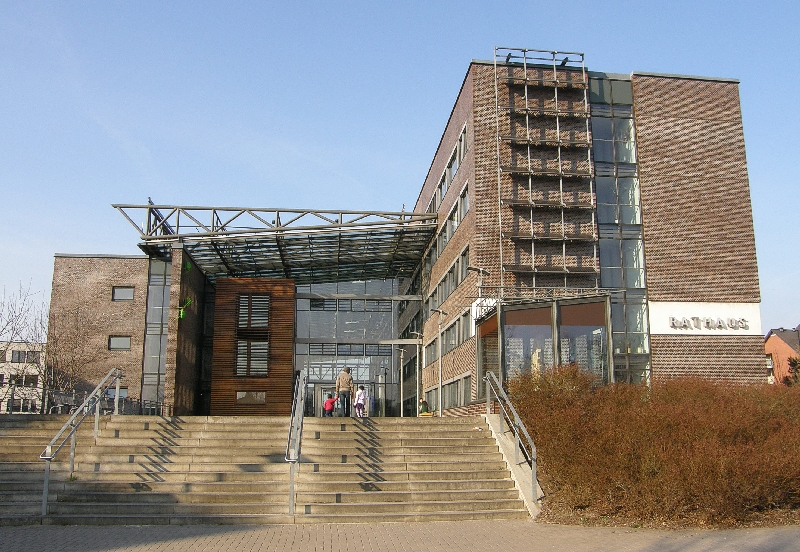
Rathaus Garbsen

Der Rat der Stadt Garbsen setzt sich nach der Ratswahl am 12. September 2021 aus 42 Ratsfrauen und -herren folgender Parteien und Gruppierungen zusammen (mit Vergleich zur Wahl 2016):
| Partei / Liste   | Sitze 2021 | Sitze 2016 |
| SPD              | 15         | 16         |
| CDU              | 13         | 13         |
| AfD              | 3          | 5*         |
| Grüne            | 6          | 3          |
| FDP              | 3          | 2          |
| Die Linke        | 1          | 1          |
| Die Unabhängigen | 1          | 1          |
| Fraktionslos     | –          | 1          |

* 1 Sitz unbesetzt
Von den Mitgliedern des Rates sind 13 Frauen.

### Bürgermeister
Bürgermeister der Stadt Garbsen ist seit 1. November 2021 Claudio Provenzano (SPD). In der Stichwahl am 26. September 2021 setzte er sich gegen seinen Mitbewerber Björn Tegtmeier  (CDU) mit 55,83 % der gültigen Stimmen durch. Die Wahlbeteiligung lag bei 59,26 %. Zuvor war Christian Grahl (CDU) Bürgermeister Garbsens gewesen. Er löste seinen Vorgänger Alexander Heuer (SPD) ab, der in der Stichwahl am 15. Juni 2014 mit 32,8 Prozent der Stimmen unterlag.
Seit 1998 ist der Bürgermeister zugleich Verwaltungschef. Zuvor wurde die Verwaltung von einem hauptamtlichen Stadtdirektor geführt.

#### Historie
- 1974–1981: Karl-Heinz Strehlke (SPD)
- 1981–1986: Heinz Priebe (CDU)
- 1986–2006: Wolfgang Galler (SPD, seit 1998 als hauptamtlicher Bürgermeister Verwaltungschef)
- 2006–2014: Alexander Heuer (SPD)
- 2014–2021: Christian Grahl (CDU)
- seit 1. November 2021: Claudio Provenzano (SPD)

#### Stadtdirektoren
- 1974–1986: Jan Höötmann
- 1986–1998: Klaus Kurtze[14]

### Ortschaften
Die Stadt Garbsen ist untergliedert in die Ortschaften Garbsen, Berenbostel, Horst und Osterwald, für die jeweils ein Ortsrat gewählt wird. Die Ortsräte entscheiden über Angelegenheiten der jeweiligen Ortschaft, beispielsweise über Zuschüsse an lokale Vereine und Projekte oder über die Benennung von Straßen. In allen die Ortschaft betreffenden Angelegenheiten sind sie in den politischen Entscheidungsprozess eingebunden. Außerdem entsenden die Ortsräte Ortsratsmitglieder als stimmberechtigte oder beratende Mitglieder in Ausschüsse des Rates. Ratsfrauen und Ratsherren gehören als beratende Mitglieder demjenigen Ortsrat an, in dessen Gebiet sie wohnen.

#### Ortschaft Garbsen
Die Ortschaft Garbsen besteht aus den Stadtteilen Altgarbsen, Havelse, Auf der Horst sowie seit 1982 dem in der Gemarkung Altgarbsen liegenden Gebiet des Stadtteils Garbsen-Mitte. Der Ortsrat von Garbsen setzt sich aus 13 stimmberechtigten und 16 beratenden Mitgliedern zusammen.
Sitzverteilung nach der Kommunalwahl am 12. September 2021:
- SPD: 5 Sitze
- CDU/FDP-Gruppe: 4 Sitze
- Grüne: 2 Sitze
- AfD: 1 Sitz
- FDP: 1 Sitz

Der Ortsbürgermeister ist Franz Genegel (CDU/FDP-Gruppe). Seine Stellvertreterinnen sind Silke Häusler (CDU/FDP-Gruppe) und Karin Kuhn (SPD), weiterer Stellvertreter ist Uwe Ilsemann (SPD).

#### Ortschaft Berenbostel
Die Ortschaft Berenbostel besteht aus den Stadtteilen Berenbostel und Stelingen sowie seit 1982 dem in der Gemarkung Berenbostel liegenden Gebiet des Stadtteils Garbsen-Mitte. Der Ortsrat Berenbostel setzt sich aus neun stimmberechtigten und sieben beratenden Mitgliedern zusammen.
Sitzverteilung nach der Kommunalwahl am 12. September 2021:
- SPD: 5 Sitze
- CDU: 4 Sitze
- Bündnis 90/Die Grünen: 1 Sitz
- FDP: 1 Sitz

Der Ortsbürgermeister ist Gunther Koch (CDU), Stellvertreter sind Dieter Roggenkamp (SPD) und Hendrik Dannenbrink (CDU).

#### Ortschaft Horst
Die Ortschaft Horst besteht aus den Stadtteilen Frielingen, Horst, Meyenfeld und Schloß Ricklingen. Der Ortsrat Horst setzt sich aus neun stimmberechtigten und sechs beratenden Mitgliedern zusammen.
Sitzverteilung nach der Kommunalwahl am 12. September 2021:
- SPD: 2 Sitze
- CDU: 3 Sitze
- Bündnis 90/Die Grünen: 2 Sitze
- Die Unabhängigen: 1 Sitz
- AfD: 1 Sitz

Der Ortsbürgermeister ist Peter Hahne (CDU), er wird vertreten von Angela Thimian-Milz (Die Unabhängigen/Die Linke) und Dirk Grahn (Bündnis 90/Die Grünen).

#### Ortschaft Osterwald
Die Ortschaft Osterwald besteht aus den Stadtteilen Heitlingen, Osterwald o. E. und Osterwald u. E. Der Ortsrat Osterwald setzt sich aus neun stimmberechtigten Mitgliedern und einem beratenden Mitglied zusammen.
Sitzverteilung nach der Kommunalwahl am 12. September 2021:
- SPD: 3 Sitze
- CDU: 3 Sitze
- Bündnis 90/Die Grünen: 1 Sitz
- FDP: 1 Sitz
- AfD: 1 Sitz

(Stand: Kommunalwahl 11. September 2016)
Der Ortsbürgermeister ist Nobert Gehrke (SPD). Sein Stellvertreter ist Rolf-Günther Traenapp (CDU).

### Wappen

#### Aktuelles Wappen ab 1975
Der Entwurf stammt von dem Heraldiker und Autor Werner Kaemling, der einige Wappen in der Region Hannover erschaffen hat. Die Genehmigung des Wappens wurde durch den Regierungspräsidenten in Hannover am 7. April 1975 erteilt.
| Wappen von Garbsen | Blasonierung: „Gespalten von Blau und Rot, vorne ein aufgerichteter, rotbewehrter und rotbezungter, silberner Löwe mit abgeschnittener Hinterpranke am Spalt, hinten drei goldene Balken.“ |
| Wappen von Garbsen | Wappenbegründung: Als Grundlage wurde das Wappen des ehemaligen königlich-hannoverschen Amtes Ricklingen gewählt, da sich das Gebiet der Stadt Garbsen (seit dem 1. März 1974) und der Bereich des alten Amtes Ricklingen nahezu decken. Der im alten Amtswappen halbiert schreitend dargestellte Löwe wurde einer stilistischen Verbesserung unterzogen. |

#### Historisches Wappen von 1967
Der Entwurf stammt von dem Heraldiker und Wappenmaler Gustav Völker, der zahlreiche Wappen in der Region Hannover erschaffen hat. Die Genehmigung des Wappens wurde durch den Regierungspräsidenten in Hannover am 22. Dezember 1966 erteilt.
| Wappen von Garbsen | Blasonierung: „In Blau ein silberner Maueranker, rechts begleitet von einem dreistufigen, silbernen Giebel, überhöht mit einem silbernen Schornstein, links von einem auf kurzem Astteil sitzenden, silbernen Habicht.“ |
| Wappen von Garbsen | Wappenbegründung: Aufgrund der Beratungen in den Räten der ehemals selbständigen Gemeinden Garbsen und Havelse wurde vereinbart, die beiden Hauptsymbole aus den Wappen dieser Gemeinden zu übernehmen. Der Schornstein wurde aus dem Wappen der Gemeinde Garbsen übernommen. Er weist auf die in Garbsen aus erheblichen Sandvorkommen entstandene Kalksandsteinindustrie hin. Ein Habicht war schon im Wappen der Gemeinde Havelse dargestellt. Die Herkunft des Namens Havelse wird von („Havekesla“ = Habichtswald) abgeleitet. Der neu hinzugefügte Maueranker versinnbildlicht den festen Zusammenschluss beider Gemeinden. |

#### Historisches Wappen von 1955
Der Entwurf stammt von dem Heraldiker und Wappenmaler Gustav Völker. Das Wappen wurde am 19. Mai 1955 durch den Niedersächsischen Minister des Innern verliehen.
| Wappen von Garbsen | Blasonierung: „In Blau auf grünem Dreiberg, belegt mit einer goldenen Urne, ein vierstufiger Giebel, überhöht mit einem silbernen Schornstein, begleitet rechts von einer goldenen Ähre und links von einer silbernen Tanne.“ |
| Wappen von Garbsen | Wappenbegründung: Die in dem Dreiberg dargestellte Urne weist darauf hin, dass bei dem erheblichen Sandvorkommen in der Gemarkung reiche Urnenfunde gemacht worden sind. Aus diesem Sandvorkommen entstand die Kalksandsteinindustrie, der die Gemeinde Garbsen schließlich den wirtschaftlichen Aufschwung verdankt. Neben dem Schornstein ist links eine Ähre angelehnt, die auf die frühere Landwirtschaft hinweist, und rechts neben dem Schornstein befindet sich eine Tanne, die ebenfalls auf den früher reichen Waldbestand hindeuten soll. |

### Städtepartnerschaften
Die Stadt Garbsen unterhält mit folgenden Städten eine Städtepartnerschaft:
- Hérouville-Saint-Clair, Frankreich
- Bassetlaw, Vereinigtes Königreich
- Farmers Branch, Vereinigte Staaten; seit 1990[26]
- Schönebeck (Elbe), Deutschland
- Września, Polen, seit 1991[27]

## Kultur und Sehenswürdigkeiten

### Musik, Kunst und Vereine
Die Stadt Garbsen richtet jeweils zum Sommeranfang in Kooperation mit lokalen Sponsoren die Open-Air-Konzertreihe Blues Time (bis 2017: Blues Matinee) aus. Über mehrere Wochen finden in ihrem Rahmen immer sonntags am späten Vormittag kostenlose Blueskonzerte auf dem Rathausvorplatz statt. Die Interpreten sind meist international renommierte deutsche und ausländische Bluesmusiker, die Veranstalter laden aber auch regelmäßig aufstrebende lokale Bands ein. In den Wintermonaten verlagert die Stadt die Konzerte unter dem Namen Blues Evening in die Abendstunden und öffnet für sie die Rathaushalle. Mit Garbsen rockt bietet die Stadt ein weiteres Format am Rathaus mit kostenlosen Konzerten von Coverbands international bekannter Rockbands.
Nationale Beachtung erfährt die Big Band Berenbostel, die im Jahr 2016 zum dritten Mal innerhalb von 13 Jahren im bundesweiten Wettbewerb Jugend jazzt zur besten Schul-Big-Band Deutschlands gekürt wurde. Zu den Siegen auf Bundesebene kommen noch 13 Landestitel.
Der Jazzclub Garbsen organisiert seit Mai 2014 regelmäßig Konzerte in wechselnden Locations, unter anderem einer alten Ziegeleischeune auf dem Gelände des Möbelhauses Möbel Hesse. Die Ziegeleischeune und das umliegende Freigelände dienen mittlerweile als beliebter Veranstaltungsort für Konzerte, im Sommer auch open air.
Im Jahr 2015 endeten nach mehr als 20 Jahren die meist im zweijährlichen Rhythmus stattfindenden Garbsener Kulturtage. Als Alternative hat der Rat der Stadt die Veranstaltungsreihe „Kultour“ ins Leben gerufen. Das neue Format soll die Besucher an Orte im Stadtgebiet locken, die für gewöhnlich nicht mit Kunst und Kultur in Verbindung gebracht werden. Die Künstler bieten kurze Programme aus den Bereichen Musik, Kleinkunst und Theater, die jeweils rund 30 Minuten dauern und sich über den Tag mehrmals wiederholen. Das Publikum soll dadurch die Möglichkeit haben, unterschiedliche Spielorte an einem Tag zu besuchen.
Garbsen verfügt über kein eigenes Theater, aber in zwei der drei Schulzentren gibt es jeweils einen großen Vorstellungsraum mit professioneller Bühnentechnik und Plätzen für mehrere hundert Besucher. Diese nutzt auch der Garbsener Kulturverein für sein Programm. Im Spieljahr 2015/16 gastierte hier unter anderem Hardy Krüger jr. mit „Das Boot“. Dazu sind in Garbsen mehrere Theatergruppen und Ensembles aktiv, die ihre Stücke ebenfalls auf diesen Bühnen präsentieren.
Im Ortsteil Horst befindet sich der Horster Harlekin, der vornehmlich politisches Kabarett zeigt. Auf dem Gutshof im ländlich geprägten Heitlingen findet seit 1990 jedes Jahr der Heitlinger Herbst statt. Die private Kulturinitiative bietet von September bis November ein Programm aus Kleinkunst, Schauspiel und Musik.
Das ehemalige Rathaus in Havelse wurde mittlerweile umfunktioniert in ein Kulturhaus. Unter dem Namen „Kalle“ (Kultur für alle) sind hier zahlreiche Vereine und Organisationen tätig. Neben einem umfangreichen Programm an Kunstkursen finden im Kulturhaus Kalle auch kleinere Konzerte und andere Vorführungen statt. Koordiniert werden die Angebote von der Musik- und Kunstschule.
Garbsen ist die Domino-Hochburg Deutschlands, die vier Internationale Domino-Meister, den Domino-Weltmeister des Jahres 2004, den Vize-Weltmeister 2005 und die Gewinnerin des Maria-Theresa-Cups 2005 beheimatet. Der Garbsener Jürgen Polley wurde 2014 Weltmeister. Mit den Brüdern Nick und Bino Nolting stellte Garbsen 2016 sowohl den Weltmeister als auch den Vizeweltmeister. Max Nolting konnte den Titel mit dem Gewinn der Weltmeisterschaft 2018 sowohl in der Familie als auch in Garbsen halten.
Im Februar 2006 wurde der Förderkreis „Leselust in Garbsen“ e. V. gegründet, der zum Ziel hat, die Stadtbibliothek Garbsen zu unterstützen und das Lesen allgemein zu fördern. Neben der Einrichtung eines „Offenen Bücherschranks“ im Stadtteil Auf der Horst führt Leselust zahlreiche Veranstaltungen für Kinder (z. B. Vorleseangebote) und Erwachsene (z. B. Heinrich-Heine-Abend) durch.
Ein Amateurfunkortsverband des Deutschen Amateur-Radio-Clubs besteht in Garbsen seit 1975. Er trägt den Distrikts-Ortsverbands-Kenner H42 und hat ca. 55 Mitglieder. Die vereinseigene Clubstation mit dem Rufzeichen DK0AU, befindet sich in den Räumlichkeiten der Grundschule des Ortsteils Osterwald.

### Museen

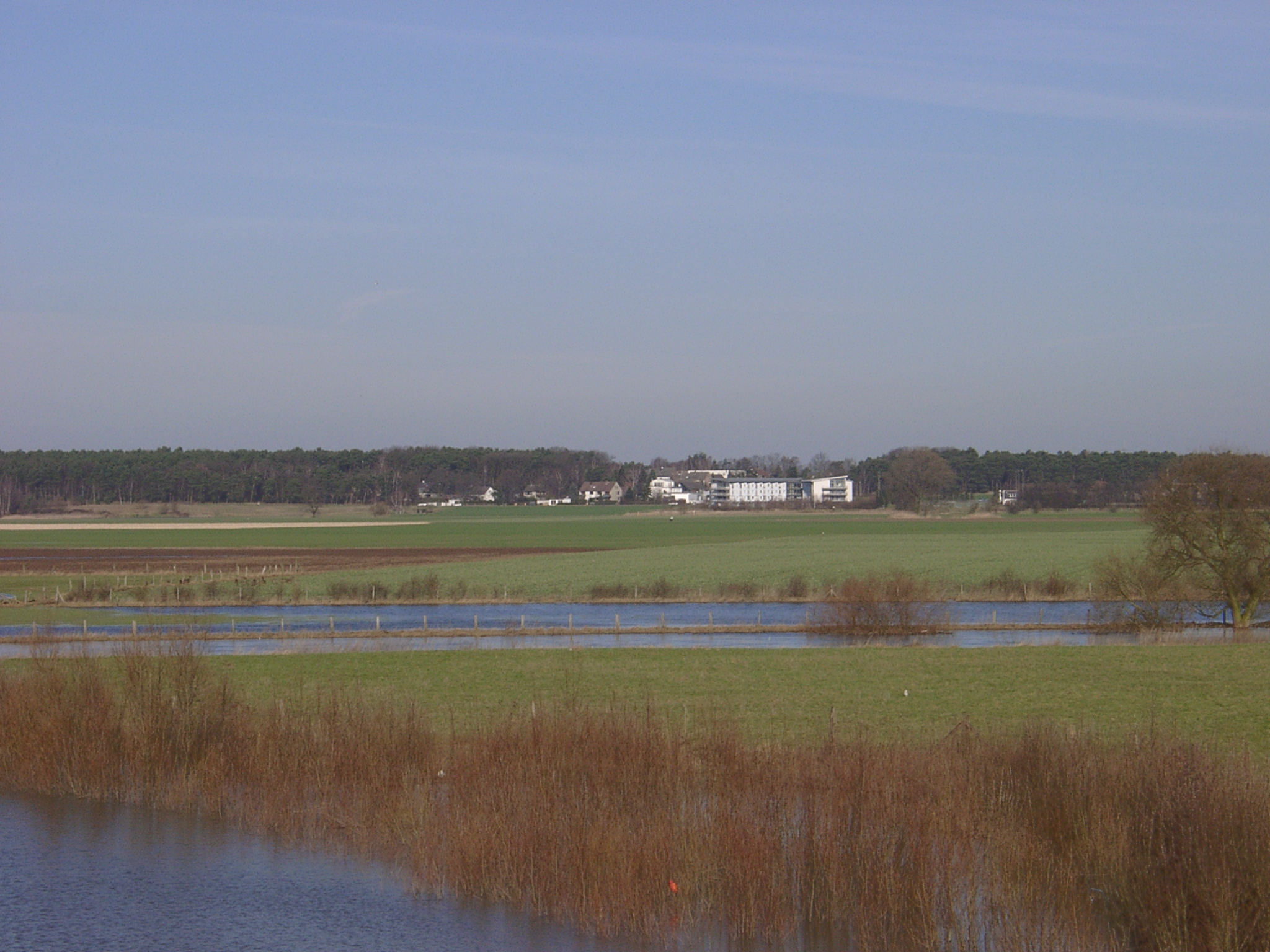
Leineaue, im Hintergrund das Waldgebiet der Garbsener Schweiz

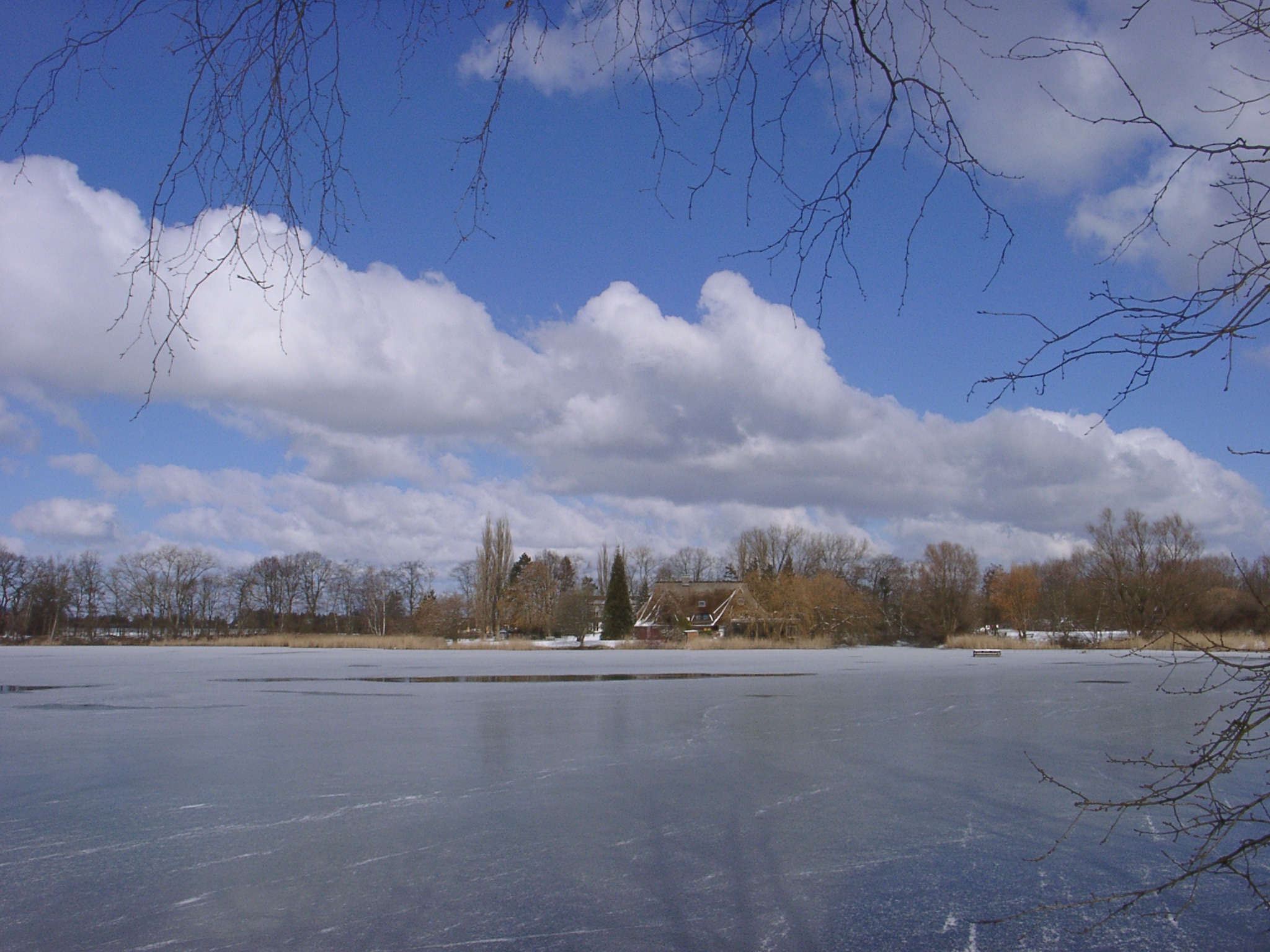
Berenbosteler See

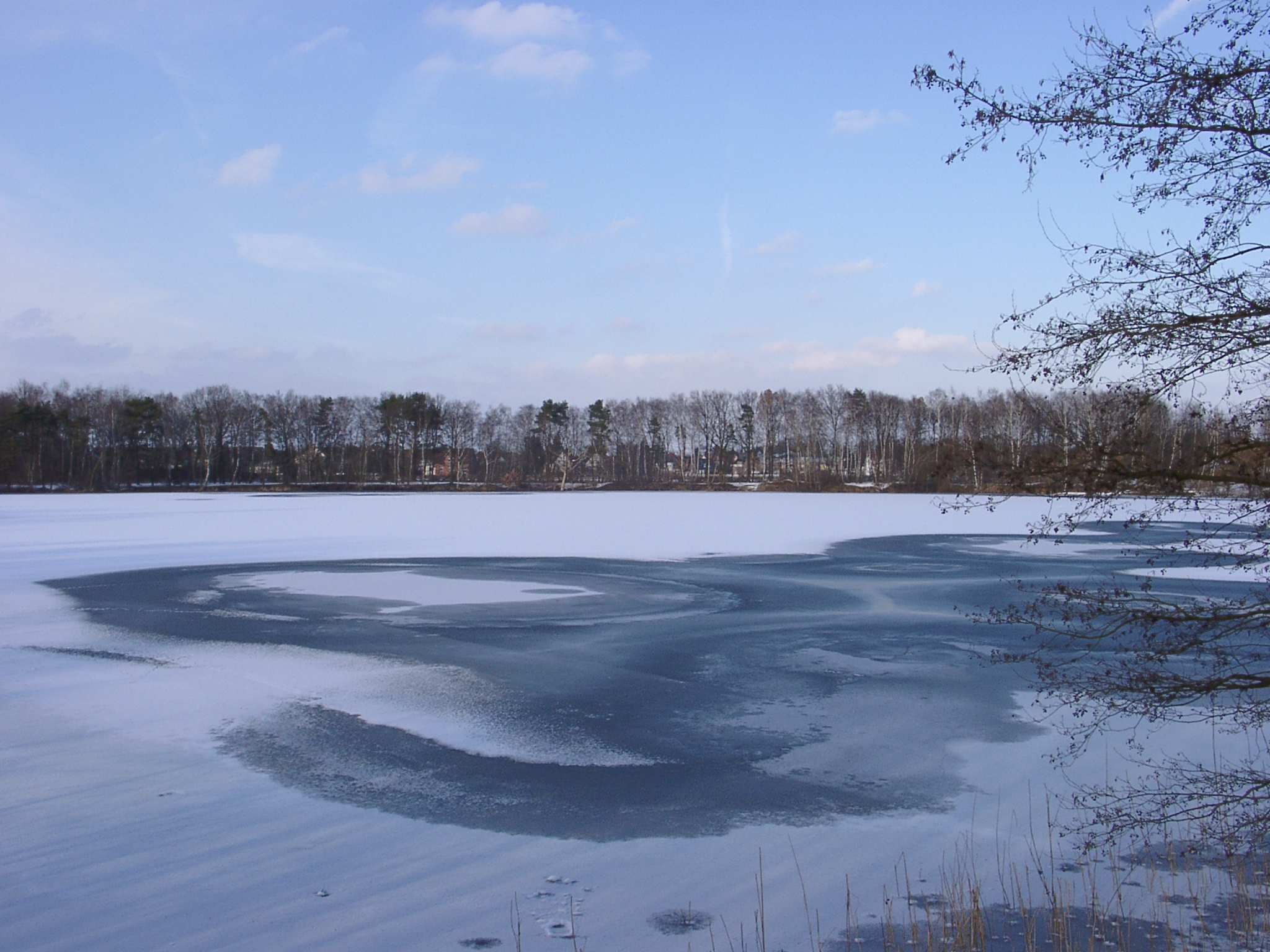
Schwarzer See im Winter

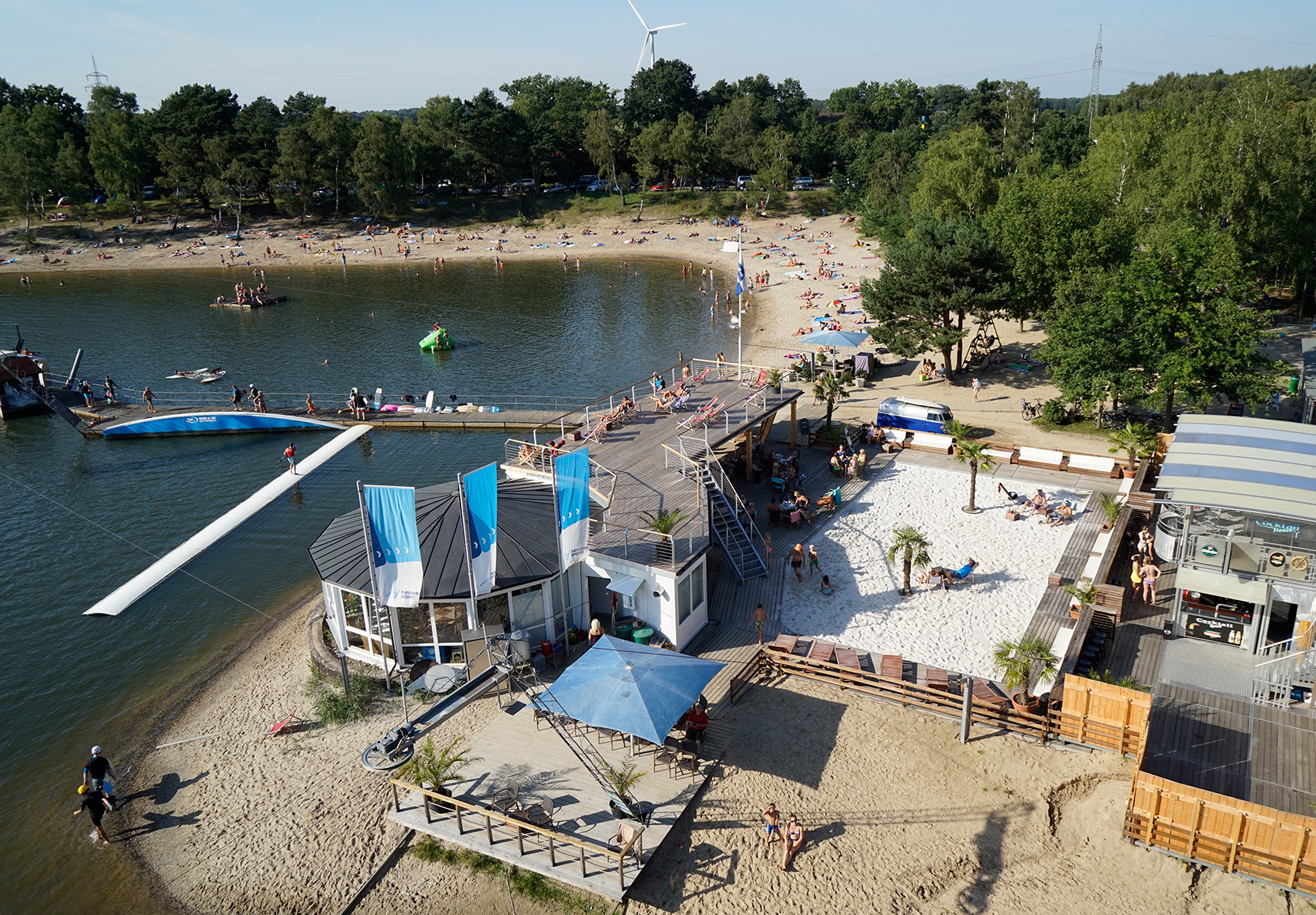
Blauer See

Das Heimatmuseum in Altgarbsen (Hannoversche Straße 134) ist im Haus der ehemaligen Arbeiterküche (um 1890) eines Ziegeleiwerks untergebracht. Neben technischen und lokalen naturkundlichen Exponaten sowie historischen Fotos aus Garbsen findet sich im Keller des Hauses eine Ausstellung über die Geschichte der Ziegeleiindustrie in Garbsen.
Im Spielzeugmuseum im Stadtteil Auf der Horst (Talkamp) sind Puppen und Spielzeug aus aller Welt ausgestellt.

### Bauwerke
Sehenswert sind die Barockkirche Schloß Ricklingen, die Barockkirche in Osterwald und der Mittellandkanal mit Leinestrombrücke (Kanalbrücke Nr. 253) und Leineflutbrücke (Kanalbrücke Nr. 252), gebaut 1911 bis 1913, welche dem Kanal, der hier als Dammstrecke ausgeführt ist, die Querung des Leinetals erlauben (1995 bis 1998 durch neue Brücken ergänzt), Hochwassermarken an der Leineflutbrücke erinnern an die extremen Hochwässer der Leine vom 6. Februar 1909, 10. Februar 1946, 13. März 1981 und 3. November 1998.

### Parks
Der 25 Hektar große, zentral gelegene Stadtpark entstand in zwei Bauphasen in den Jahren 1984 bis 1988 und 1993 bis 1995 in der Mitte der Stadt und ist ein bedeutendes Naherholungsgebiet. Er gehört zu einem überregionalen und vernetzten Grünsystem und besteht aus Wald-, Wasser- und Freiflächen sowie einem klassischen Parkbereich.
Den Kern des Stadtparks bildet der Schwarze See, eine ehemalige Tongrube mit benachbarter Ziegelei. Als letztes Element der ehemaligen Industrienutzung liegt ein Ringofen in der überwiegend naturnahen Parkgestaltung. Heute wird das Gewölbe des Ringofens, das sich als ein bedeutsames Biotop für den Artenschutz darstellt, vom NABU betreut und von Fledermäusen als Quartier genutzt.
Eine weitere Besonderheit des Stadtparkes ist der Baumlehrpfad mit 54 heimischen und eingebürgerten Baumarten.
Westlich des Parks führt ein Weg von dem mit Brunnen, Leuchtsäule und Staudenbeeten gestalteten Eingangsbereich durch einen alten Obstgarten und einen Eichenhain. Hier blühen im Frühjahr viele gelbe Wildtulpen und blaue Glockenscilla.
Der Stadtpark dient als Kulisse für kulturelle und künstlerische Veranstaltungen wie beispielsweise das traditionelle ParkPanoptikum, bei dem im gesamten Parkgebiet zahlreiche Künstler und Walk-Acts ihre Darbietungen präsentieren. Auch mehrere Kunstwerke sind im Stadtpark zu finden.
Mit dem Werner-Baesmann-Park (ehemals Bürgerpark) im bevölkerungsreichen Stadtteil Berenbostel existiert ein zweites, aber kleineres Naherholungsgebiet im urban geprägten Bereich der Stadt. Der Park, der nach dem langjährigen verstorbenen ehemaligen Ortsbürgermeister Werner Baesmann benannt ist, ist geprägt von Staudenrabatten und alten Eichen und verfügt über Sport- und Spielgeräte für Menschen jedes Alters. Im Werner-Baesmann-Park ist eine Begegnungsstätte eingerichtet, die von zahlreichen Vereinen genutzt wird.

### Natur und Freizeit
Insbesondere der Norden und Westen des Stadtgebiets sind weitgehend ländlich geprägt. Rund 42 % der Gesamtfläche sind als Landschafts- und Naturschutzgebiete ausgewiesen. Die Leineauen, das Osterwalder Moor und das Waldgebiet der Garbsener Schweiz eignen sich für Radtouren und Wanderungen. Mit dem Berenbosteler See, dem Schwarzen See im Stadtpark sowie dem  Blauen See nahe der Garbsener Schweiz verfügt Garbsen über drei größere Seen in naturnaher Lage. Der Blaue See dient als Badegewässer und hat sich zu einem Anziehungspunkt für Wassersportler entwickelt. Zudem ist hier eine Adventure-Minigolf-Anlage in Betrieb.
Nördlich von Osterwald liegt der Osterwalder Wald. Dieser zieht sich bis zum Neustädter Moorgebiet. Durch diesen Wald zieht sich die Auter, der einzige Fluss von Osterwald. In diesem Wald wird Forstwirtschaft noch traditionell betrieben. Direkt an den Wald grenzen viele Felder, die noch von den alteingesessenen Bauern bestellt werden.
Unweit des Ortes Berenbostel liegt das Köllingsmoor, auch das Gebiet Auf dem Schacht ist ein Ziel bei Wanderung über Stelingen bis nach Engelbostel.

### Sport
In Garbsen existieren 58 Sportvereine, in denen rund 14.000 Mitglieder aktiv sind.

#### Handball
Der mitgliederstärkste Verein ist der SV Wacker Osterwald aus Garbsen-Osterwald. Die Handball-Damenmannschaft hat bereits bundesweit auf sich aufmerksam gemacht, indem sie in die 2. Bundesliga aufgestiegen ist. Derzeit spielt die Mannschaft in der Regionalliga Nord. Im Jugendbereich wurde Wacker 2007 Deutscher Vizemeister.

#### Fußball
Bundesweite Bekanntheit erwarb der Stadtteil Havelse für sich und die Stadt Garbsen im Jahre 1990 durch den TSV Havelse, welcher in der Saison 1990/91 in der 2. Fußball-Bundesliga spielte.
Der Verein spielte von der Saison 2010/11 bis 2020/21 in der viertklassigen Regionalliga Nord und schaffte am 19. Juni 2021 den Aufstieg in die 3. Liga durch zwei Siege in den Aufstiegs-Relegationsspielen gegen den FC Schweinfurt 05 aus der Regionalliga Bayern, stieg jedoch nach einer Saison wieder ab. Am 1. Juni 2025 schaffte der Verein erneut den Aufstieg in die 3. Liga durch ein Unentschieden und einen Sieg in den Aufstiegs-Relegationsspielen gegen den 1. FC Lokomotive Leipzig aus der Regionalliga Nordost.
Der TSV Havelse hat mehrere Trainer hervorgebracht, die später in höheren Ligen erfolgreich geworden sind. Für den Verein wirkten unter anderem Andre Breitenreiter, Volker Finke, Frank Pagelsdorf, Jens Todt und Jan Zimmermann.
Die Heimspiele werden im Wilhelm-Langrehr Stadion (3500 Plätze) in Garbsen-Havelse ausgetragen. Da das Stadion nicht tauglich für die 3. Liga ist, zog der Verein während der Spielzeit 2021/22 in die Heinz-von-Heiden-Arena (damals HDI Arena genannt) von Hannover 96 um. In der Drittligasaison 2025/26 spielt der Verein im Eilenriedestadion von Hannover II und bei Risikospielen erneut in der Heinz-von-Heiden-Arena.

#### Tanzen
Vertreter der Tanzformationen des TanzCentrum Kressler, insbesondere aus den Bereichen Discodance und Hip-Hop, erreichen regelmäßig Spitzenplätze in nationalen Wettbewerben. Die Formation Crazy Crocodile Company belegte in der Europa- und der Weltmeisterschaft 2015 jeweils den 2. Platz.

#### Pferdesport
Große Tradition in Garbsen-Osterwald hat der Pferdesport, da der Ort ehemals von Koppelknechten besiedelt wurde. Ausrittmöglichkeiten bieten die nördlich liegenden großen Freiräume mit dem ausgedehnten Waldbereich des Osterwalds und der Auterniederung.

#### Schach
Im Jahre 1948 wurde in Garbsen-Berenbostel ein Schachverein gegründet, der sich viel der Jugendarbeit angenommen hat und vor dem Rathaus in Hannover ein „Lebendes Schachspiel“ aufgeführt hat. Seit der Saison 2022/23 spielt der Schachverein Berenbostel e. V. in einer Spielgemeinschaft mit den Schachtigern Langenhagen als SG Berenbostel/Langenhagen.

## Wirtschaft und Infrastruktur

### Wirtschafts- und Technologiestandort
Garbsen ist ein wichtiger Teil des Wirtschaftsstandortes Region Hannover. Von 1998 bis 2014 nahm die Zahl der Beschäftigten um mehr rund 40 % von 10.777 auf 14.160 zu. Die Zahl der Einpendler stieg signifikant um mehr als 3000 Personen. Begünstigt wurde die Entwicklung durch die Nähe zu bedeutenden Verkehrswegen wie den Autobahnen A 2 (West-Ost) und A 7 (Nord-Süd), der Bundesstraße B 6 und dem Flughafen Langenhagen.
Garbsen mit seiner Nähe zum Wissenschaftspark Marienwerder in Hannover ist Standort für die international tätigen Firmen Laseroptik und LPKF. Mit dem Produktionstechnischen Zentrum (PZH) und dem Unterwassertechnikum beheimatet Garbsen bedeutende Teile des Bereichs Maschinenbau der Leibniz Universität Hannover mit mehr als 5000 Studierenden und Wissenschaftlern. Seit 2020 ist die gesamte Fakultät Maschinenbau auf dem Campus Maschinenbau Garbsen (CMG) vereinigt. Das PZH ist eine international renommierte Forschungseinrichtung mit der Funktion der Verzahnung von Wissenschaft und Wirtschaft. Im Unterwassertechnikum der Universität, das seit 1997 in Garbsen angesiedelt ist, werden Unterwasserschweißprozesse und Wasserstrahltechniken entwickelt.
Die Wirtschaft in Garbsen ist vornehmlich mittelständisch geprägt. Seit 1972 ist mit Möbel Hesse eines der größten Möbelhäuser Norddeutschlands ansässig. Die Apostels Griechische Spezialitäten GmbH, die mediterrane Lebensmittel wie Zaziki und Aioli herstellt und europaweit vertreibt, hat ihren Produktions- und Verwaltungsstandort im Stadtteil Berenbostel. Der Hersteller und Dienstleister für Antriebstechnologien SEW-Eurodrive ist in Garbsen mit einem von deutschlandweit vier Drive Technology Centern vertreten, in dem die Unternehmenskompetenzen Vertrieb, Service, Engineering und Systemintegration sowie Schulung gebündelt sind. Die Hahne Holding GmbH, eine Unternehmensgruppe mit unterschiedlichen Dienstleistungen rund um die Altenpflege, hat hier ihren Sitz und betreibt im Garbsener Stadtteil Meyenfeld mit dem „Haus der Ruhe“ eines der größten Pflegeheime Niedersachsens (380 Bewohnerplätze). Amazon betreibt in Garbsen ein Sortierzentrum.

### Verkehr

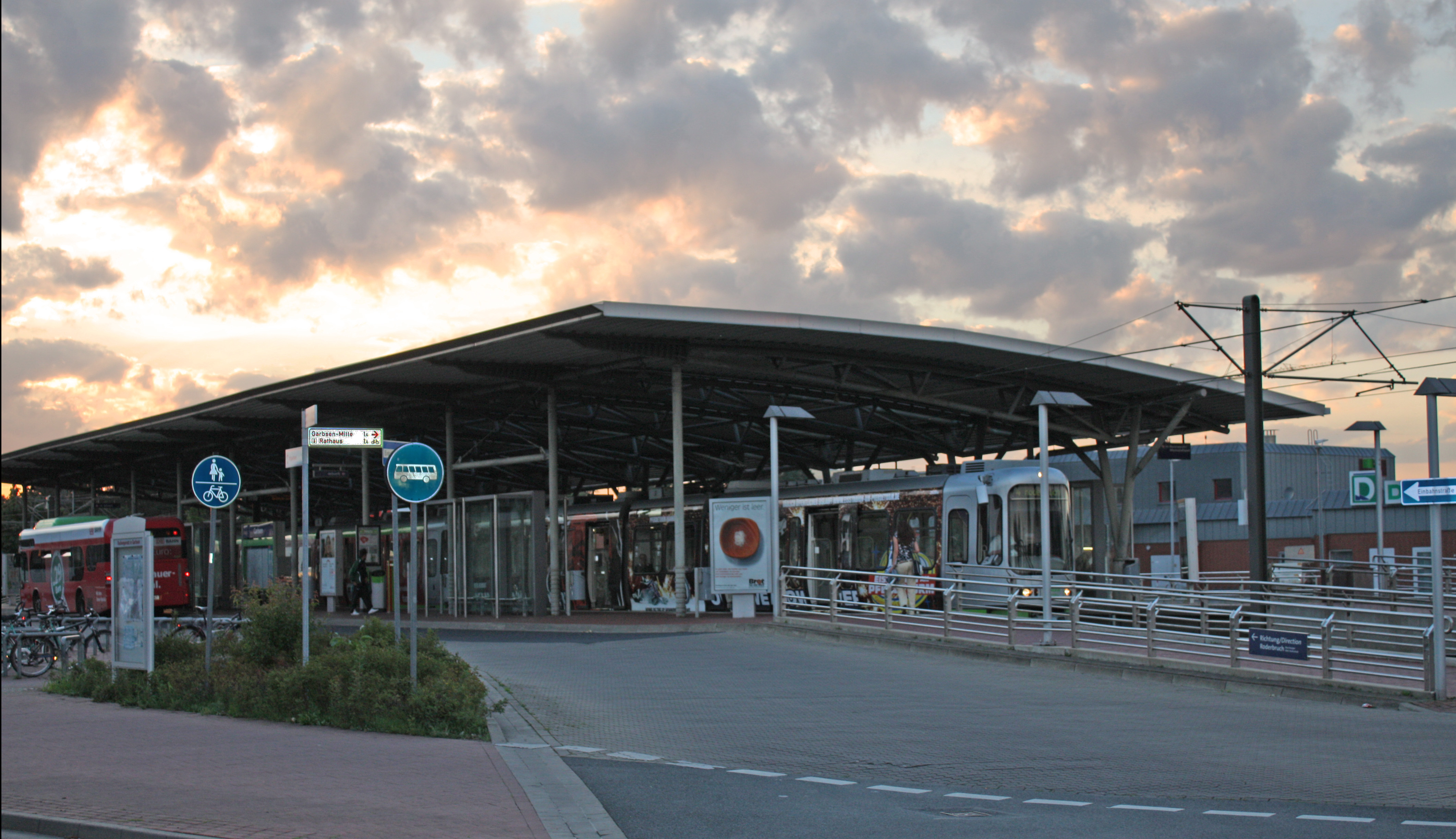
Endstation Garbsen der Stadtbahnlinie 4

#### ÖPNV
Garbsen ist die größte deutsche Stadt ohne Eisenbahnanschluss, ist aber an das Stadtbahnnetz Hannover durch die Linie 4 angeschlossen. Nach 14 Minuten erreicht sie den S-Bahn-Haltepunkt Leinhausen, nach etwa 25 Minuten Hannovers Stadtmitte. Eine Erweiterung der Stadtbahn bis zur Garbsener Stadtmitte ist ab 2025 vorgesehen.
| Linie | Verlauf | Takt                                       |
| ----- | --- | ------------------------------------------ |
| 4     | Garbsen – Auf der Horst – Marienwerder/Wissenschaftspark − Freudenthalstraße – Bahnhof Leinhausen – Herrenhäuser Gärten – Leibniz-Universität – Königsworther Platz – Steintor – Kröpcke – Aegidientorplatz – Marienstraße – Braunschweiger Platz – Clausewitzstraße – Kantplatz – Nackenberg – Bahnhof Karl-Wiechert-Allee – Medizinische Hochschule – Roderbruch | 10 min (werktags) 15 min (sonn-/feiertags) |

Eine Stadtbuslinie verbindet Altgarbsen mit Havelse, Marienwerder und Stöcken. Mehrere Buslinien des Großraum-Verkehrs Hannover stellen Verbindungen innerhalb des Stadtgebietes und zu benachbarten Orten her. Darunter eine Buslinie, die nach 6 Minuten Havelse und nach weiteren 8 Minuten den S-Bahn-Haltepunkt Seelze erreicht. Ebenso eine Buslinie, die nach etwa 21 Minuten Stelingen und nach weiteren 26 Minuten Langenhagen Bahnhof Mitte erreicht, an welchem neben einzelnen Fernverkehrszügen zahlreiche innerniedersächsische Bahnlinien und S-Bahnen verkehren (von dort 6 Minuten zum Flughafen Hannover).

#### Straße
Das Stadtgebiet wird von der Bundesautobahn A 2 (gebaut 1936–1938) und der Bundesstraße 6 („Bremer Heerweg“, angelegt im 18. Jahrhundert) durchquert.
In Garbsen steht als Pilotprojekt Deutschlands erste Bike-Flash-Anlage am Sortierzentrum von Amazon.

#### Schifffahrt
In den 1910er Jahren wurde zwischen Havelse und (heute Alt-)Garbsen der Mittellandkanal (MLK) gebaut. Seit 1915 gab es in Garbsen bei MLK-km 152,8, Nord eine Ladestelle für den gewerblichen Güterumschlag. Diese wurde allerdings nur sehr selten genutzt und es findet dort kein Umschlag mehr statt. Nach Modernisierungsarbeiten dient der Anleger heute der Ausflugs- und Personenschifffahrt, auch eine Bushaltestelle gibt es dort gleich am Mühlenbergsweg. Für die Freizeitschifffahrt gibt es bei MLK-km 151,9, Nord eine Slipstelle mit einem kleinen Anleger (5 × 12 m), an dem ein Kleinfahrzeug festmachen kann.

### Bildung
In Garbsen gibt es eine große Anzahl an Schulen. Fast jeder Ortsteil beheimatet eine Grundschule. In Berenbostel findet man das Schulzentrum III bestehend aus Hauptschule und Realschule beziehungsweise Oberschule im parallelen Betrieb sowie dem Geschwister-Scholl-Gymnasium; ebenso im Stadtteil Auf der Horst das Schulzentrum I, bestehend aus Haupt- und Realschule beziehungsweise Oberschule sowie dem Johannes-Kepler-Gymnasium. In Garbsen-Mitte gibt es die IGS Garbsen, eine integrierte Gesamtschule im Schulzentrum II. Seit der Einrichtung des Produktionstechnischen Zentrums der Leibniz Universität Hannover an der Universität 2 bezeichnet sich Garbsen bisweilen als Universitätsstadt.
Im Juni 2011 geriet die Nikolaus-Kopernikus-Schule in die Schlagzeilen, da der Leiter der Hauptschule in einem Brandbrief nach Schutz durch die Polizei vor der grassierenden Gewalt rief.

### Brandschutz, Gesundheit und Sicherheit
Garbsen wird durch die Rettungswache der Johanniter-Unfall-Hilfe e. V. rettungsdienstlich versorgt.

## Religionen und Weltanschauungen
Die evangelisch-lutherischen Kirchengemeinden in Garbsen gehören überwiegend zum Stadtkirchenverband Hannover. Die Kirche in Schloß Ricklingen ist dem Kirchenkreis Wunstorf zugeordnet.
Garbsen ist Sitz der katholischen Pfarrgemeinde St. Raphael des Dekanates Hannover, zu ihr gehören die drei katholischen Kirchen in Garbsen, sie befinden sich in den Ortsteilen Auf der Horst, Berenbostel und Havelse. Mit der Kirche St. Johannes Evangelist befand sich eine weitere katholische Kirche in Altgarbsen. Sie wurde 2007 profaniert und abgerissen.
In Garbsen befinden sich zwei Moscheen islamischer Gemeinschaften.
Daneben gibt es einen Ortsverband des Humanistischen Verbandes Niedersachsen, einer Weltanschauungsgemeinschaft nichtreligiöser Menschen. Der Verband organisiert unter anderem Jugendfeiern sowie andere Lebenswendefeiern zu Geburt, Hochzeit und im Trauerfall. Mit dem Waldbestattungshain Leineaue bietet er die Möglichkeit, sich unabhängig von Konfession und Weltanschauung im Stadtteil Schloß Ricklingen in einer friedvollen Waldumgebung würdevoll bestatten zu lassen.

## Persönlichkeiten

### Ehrenbürger
- Robert Hesse sen. (1937–2018), Ehrenbürgerschaft 1984
- Karl-Heinz Strehlke (1924–2014), Ehrenbürgerschaft 2008
- Heinz Haferkamp (1933–2019), Ehrenbürgerschaft 2010
- Erika Böker (1940–2021), Ehrenbürgerschaft 2021

### Söhne und Töchter der Stadt
- Bernhardus Lange (unbekannt–1580), evangelisch-lutherischer Geistlicher, religiös Verfolgter und plattdeutsch Prediger
- Walter Langrehr (1925–2017), Heimatforscher und Chronist, das „Gedächtnis“ des Dorfes Horst, Gründer und langjähriger Leiter der Heimatbundgruppe und des Arbeitskreises Dorfentwicklung, Träger des Bundesverdienstkreuzes (2007)
- Ekkehard Wagler (1925–2004), Bürgermeister 1968–1969, Politiker (SPD), Bürgermeister der Gemeinde Havelse, Begründer der beiden Garbsener Städtepartnerschaften mit Herouville St. Clair und Rödding
- Ming (* 1976), Pianistin
- Kim-Valerie Voigt (* 1989), Schönheitskönigin 2008, sie wurde am 3. Februar 2008 im Europapark Rust zur Miss Germany gewählt, die als Miss Norddeutschland angetretene Schülerin setzte sich gegen 21 Konkurrentinnen durch
- Sophie Imelmann (* 1996), Schauspielerin, Model und Miss Niedersachsen 2016

### Personen, die mit der Stadt in Verbindung stehen
- Klaus Kauroff (1941–2020), Wrestler, lebte ab 1965 in Garbsen
- Hans-Joachim Kanzler (* 1946), Jurist, seit 1989 Richter und seit 2006 Vorsitzender Richter am Bundesfinanzhof, Honorarprofessor an der Leibniz Universität Hannover
- Volker Finke (* 1948), Fußballtrainer und ehemaliger Fußballspieler beim TSV Havelse
- Alexander Heuer (* 1954), Diplom-Ingenieur der Fachrichtung Raumplanung, Politiker (SPD), 1998–2006 Stadtbaurat und 2006–2014 Bürgermeister der Stadt Garbsen
- Frank Dammann (1957–2017), Handballspieler, spielte unter anderem für den VfL Gummersbach und bestritt 83 Länderspiele (89 Tore)
- Frank Pagelsdorf (* 1958), Fußballtrainer und ehemaliger Fußballspieler
- Erdoğan Atalay (* 1966), Schauspieler, u. a. bei Alarm für Cobra 11
- Jens Todt (* 1970), ehemaliger Fußballnationalspieler
- Stefan Birkner (* 1973), Jurist, 2012–2013 Landesvorsitzender der FDP Niedersachsen, Niedersächsischer Umweltminister
- Nazan Gökdemir (* 1980), Moderatorin und Journalistin für den deutsch-französischen Sender Arte
- Carlotta Truman (* 1999), Sängerin (Finalrunde bei The Voice Kids 2014; Finalistin Eurovision Song Contest 2019)